# Ramona (Oklahoma)
Ramona és un poble dels Estats Units a l'estat d'Oklahoma. Segons el cens del 2000 tenia 564 habitants.

## Demografia
Segons el cens del 2000, Ramona tenia 564 habitants, 245 habitatges, i 161 famílies. La densitat de població era de 282,8 habitants per km².
Dels 245 habitatges en un 31% hi vivien nens de menys de 18 anys, en un 48,2% hi vivien parelles casades, en un 13,5% dones solteres, i en un 33,9% no eren unitats familiars. En el 32,7% dels habitatges hi vivien persones soles el 18,4% de les quals corresponia a persones de 65 anys o més que vivien soles. El nombre mitjà de persones vivint en cada habitatge era de 2,3 i el nombre mitjà de persones que vivien en cada família era de 2,84.
Per edats la població es repartia de la següent manera: un 25,4% tenia menys de 18 anys, un 10,3% entre 18 i 24, un 26,8% entre 25 i 44, un 19% de 45 a 60 i un 18,6% 65 anys o més.
L'edat mediana era de 37 anys. Per cada 100 dones de 18 o més anys hi havia 89,6 homes.
La renda mediana per habitatge era de 26.667 $ i la renda mediana per família de 36.667 $. Els homes tenien una renda mediana de 27.361 $ mentre que les dones 24.375 $. La renda per capita de la població era de 14.393 $. Entorn del 10,2% de les famílies i el 14,7% de la població estaven per davall del llindar de pobresa.

## Poblacions més properes
El següent diagrama mostra les poblacions més properes.